# Romočevycja
Romočevycja, česky také Romočevica nebo Romočevice (ukrajinsky Ромочевиця, maďarsky Romocsaháza nebo Romocsfalva), je osada obce Zaluž, v mukačevské městské komunitě, v mukačevském okrese Zakarpatské oblasti Ukrajiny. V roce 2025 zde žilo 560 obyvatel.

## Historie
První písemná zmínka o zdejší škole pochází z roku 1682. Do Trianonské smlouvy patřila ves k Uherskému království, poté k Československu. Československé období (1920-1939) bylo ve znamení rozvoje veřejného školství, zemědělství, kulturních a sportovních organizací. Podle sčítání lidu z roku 1930 žilo v obci 481 obyvatel, z toho 468 Rusínů, 4 Židé, 2 Čechoslováci, jeden občan neregistrované národnosti a šest cizinců.
Od roku 1945 patříla Zaluž k Ukrajinské sovětské socialistické republice, která byla součástí SSSR, a nakonec od roku 1991 patří samostatné Ukrajině.